# Agama insularis
Agama insularis là một loài thằn lằn trong họ Agamidae. Loài này được Chabanaud mô tả khoa học đầu tiên năm 1918.